# W
 Ovo je glavno značenje pojma W. Za druga značenja pogledajte W (razdvojba).
W (malo w) je 23. slovo engleske latinice. U hrvatskom jeziku izgovara se kao v.

## Povijest
| Protosemitsko waw | Feničko waw | Grčko ipsilon | Etruščansko V | Rimsko V | Rimsko W |
| Protosemitsko waw | Feničko waw | Grčko ipsilon | Etruščansko V | Rimsko V | Rimsko W |